# Rifugio Marco e Rosa
Rifugio Marco e Rosa, celým názvem Rifugio Marco e Rosa De Marchi – Agostino Rocca al Bernina (německy Marco e Rosa-Hütte), je nejvýše položené vysokohorské útočiště v italském regionu Lombardie v údolí Valtellina a v celých Východních Alpách. Nachází se v nadmořské výšce 3609 m n. m. v horské skupině Bernina na území obce Lanzada a patří do sekce Valtellina CAI. Chata je v provozu od konce června do poloviny září a na jaře pro skialpinisty a pojme 48 nocležníků. Má také zimní a nouzový tábor s dalšími 38 místy na spaní. 

## Poloha
Chata se nachází na jihozápadním okraji hřebene Spalla na Piz Bernina (4047 m n. m.) na klasické vrcholové trase na Piz Bernina, jen několik set metrů od hranic mezi Itálií a Švýcarskem.

## Historie
První útulek s 12 místy k přespání byl postaven v roce 1913 díky finanční pomoci Marca De Marchiho a Rosy Curioni a na počest obou dobrodinců byl po nich pojmenován. Na realizaci projektu se podílelo několik italských a švýcarských horských vůdců. V roce 1964 postavila sekce CAI Valtellina nové a větší Rifugio o něco výše než stará chata. Tato byla v letech 2002 až 2003 zbourána a kompletně přestavěna. Novou moderní budovu finančně podpořil region Lombardie a rodina Rocca. Na počest rodiny Rocca bylo nové Rifugio dodatečně pojmenováno po Agostinu Roccovi, zakladateli a manažerovi argentinského koncernu Techint, který zahynul při leteckém neštěstí v roce 2001. Stará chata, postavená v roce 1913, slouží jako nouzový a zimní bivak.

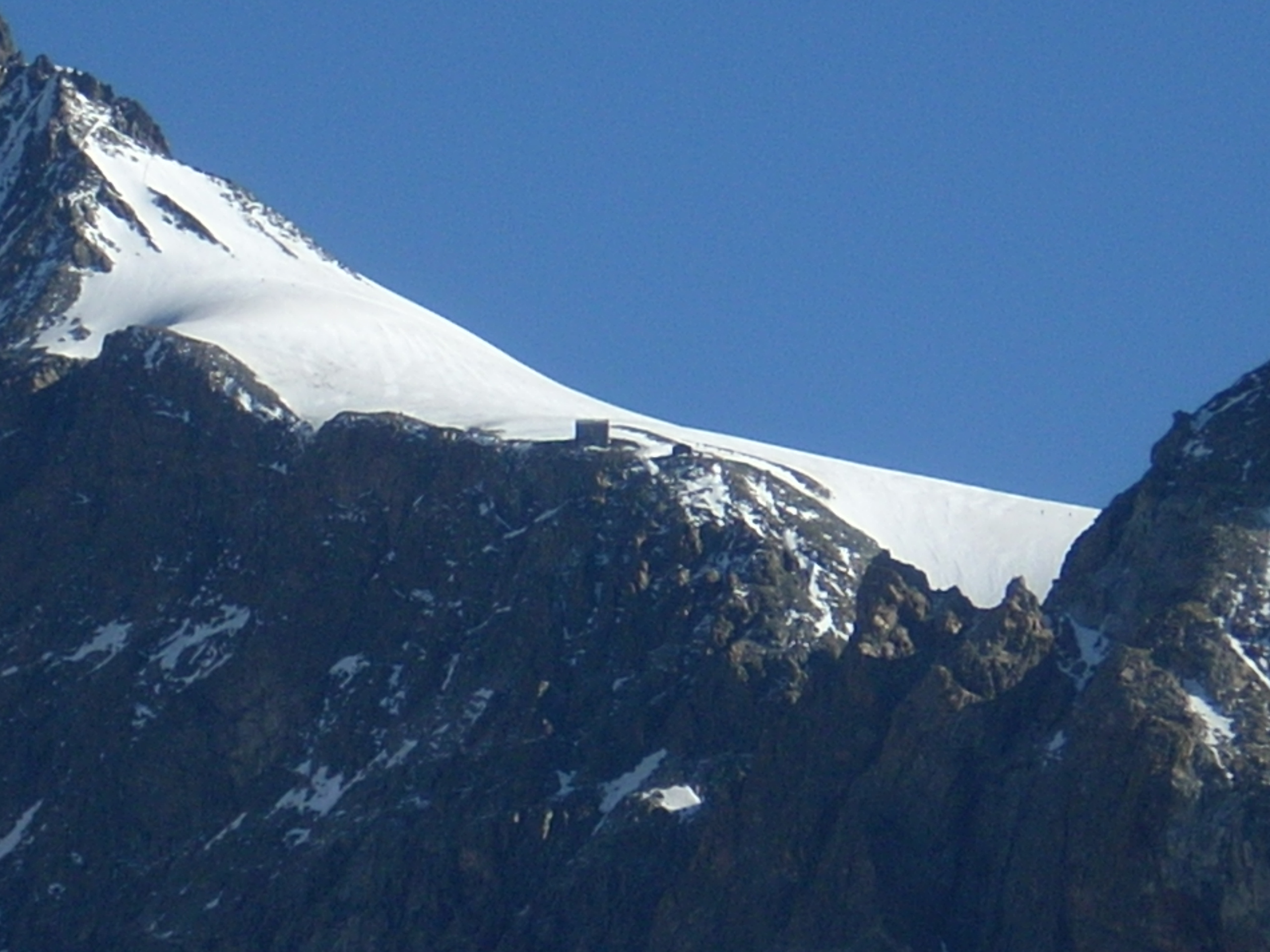
Uprostřed snímku nové a staré Rifugio Marco e Rosa na hřebeni Piz Bernina

## Přístupy na chatu
- Z Campo Moro (1970 m n. m.) přes Rifugio Marinelli Bombardieri (2813 m n. m.) za cca 7 hodin.
- Z horské stanice Diavolezza (2973 m n. m.) za cca 5 hodin

## Dostupné vrcholy
- Piz Bernina (4047 m n. m.) přes hřeben Spalla na nejvyšší vrchol Východních Alp
- Piz Roseg (3 936 m)
- Piz Argient (3 945 m)
- Piz Zupò (3 996 m)
- Piz Palü (3 900 m)